# Хав'єр Гарсія
Хав'єр Гарсія (ісп. Xavier García, нар. 5 січня 1984, Барселона, Іспанія) — іспанський та хорватський ватерполіст, срібний призер Олімпійських ігор 2016 року, чемпіон світу.

## Виступи на Олімпіадах
| Олімпіада           | Дисципліна | Місце |
| ------------------- | ---------- | ----- |
| Афіни 2004          | водне поло | 6     |
| Пекін 2008          | водне поло | 5     |
| Лондон 2012         | водне поло | 6     |
| Ріо-де-Жанейро 2016 | водне поло | 2     |